# Gouvernement Vervoort III
Pour les articles homonymes, voir Gouvernement Vervoort.
Région de Bruxelles-Capitale
Vervoort II 
Le gouvernement Vervoort III est le gouvernement de la région de Bruxelles-Capitale depuis le 18 juillet 2019, sous la 7e législature du Parlement.
Il est dirigé par le ministre-président socialiste francophone Rudi Vervoort et repose sur une coalition qui réunit six partis : le PS, Ecolo, et DéFI du côté francophone, et Groen, l'Open Vld et one.brussels-sp.a du côté néerlandophone. Il est formé à la suite des élections régionales du 26 mai 2019 et succède au gouvernement Vervoort II.

## Formation du gouvernement
Le gouvernement précédent (Vervoort II) était une coalition composée du PS, du cdH et de DéFI du côté francophone, et du CD&V, de l'Open Vld et du sp.a du côté néerlandophone. À la suite des élections régionales du 26 mai 2019, cette majorité n'est plus reconductible, ne représentant plus que 40 sièges sur 89 au Parlement bruxellois. Si les partis de la majorité perdent tous des sièges, les écologistes (Ecolo et Groen) et le PTB-PVDA sont quant à eux en progression.
Dès le 31 mai 2019, Groen, l'Open Vld et one.brussels-sp.a commencent à négocier un accord de majorité pour le collège électoral néerlandophone. 
Du côté francophone, le PS mène les discussions préliminaires. Rudi Vervoort et Laurette Onkelinx rencontrent des représentants d'Ecolo et du MR fin mai ainsi que de DéFI, du PTB et du cdH début juin. Le cdH s'exclut cependant des négociations le 5 juin en annonçant choisir l'opposition à la suite de ses mauvais résultats électoraux. Le PTB réclamant, en tant que parti unitaire, de monter à la fois dans la majorité francophone et dans la majorité néerlandophone, est écarté des discussions peu après. Finalement, le 14 juin, les socialistes francophones proposent une majorité francophone PS-Ecolo-DéFI. L'Open Vld réclamera alors à ce que le MR fasse partie de la majorité francophone, ce qui sera refusé.
La volonté des libéraux flamands d'inclure les libéraux francophones dans la majorité sera à l'origine de plusieurs retards dans les négociations. Alors que les discussions autour d'un accord de gouvernement devaient commencer le 24 juin, l'Open Vld n'acceptera de rejoindre la table des négociations qu'à partir du 1er juillet. Le 12 juillet, alors que les négociations étaient sur le point d'être achevées, le MR demande à rentrer dans la majorité bruxelloise à la suite de son entrée dans les négociations en Région wallonne, ce qui sera refusé par les négociateurs bruxellois. Le 16 juillet, l'Open Vld tentera une dernière fois d'inclure le MR dans les discussions en refusant de rejoindre la table des négociations, mais finira par céder et reprendra les discussions.
Le 17 juillet à 3h30, l'accord gouvernemental est bouclé et est présenté à la presse dans l'après-midi. Le nouveau gouvernement prête serment le 18 juillet devant le Parlement bruxellois. Le Parlement bruxellois vote la confiance au gouvernement le 20 juillet ; sur 86 membres présents, 50 votent la confiance, 35 votent la méfiance et 1 s'abstient.

## Historique du mandat
Elke Van den Brandt, ministre de la Mobilité, annonce fin août 2019 sa volonté d'instaurer une taxe kilométrique à Bruxelles d'ici la fin de la législature ; selon elle, cette taxe permettrait de désengorger la capitale, de réduire les émissions de CO2 et d'encourager les navetteurs à privilégier les transports en commun. Bien que la taxe kilométrique fasse partie de l'accord de gouvernement, la majorité est elle-même assez critique de la déclaration de la ministre, considérée comme prématurée, et déclare privilégier une concertation avec la Flandre et la Wallonie afin que la mesure n'isole pas Bruxelles. 

## Composition du gouvernement

### Gouvernement régional
| Fonction | Titulaire            | Titulaire                             | Titulaire                         | Parti    |
| --- | -------------------- | ------------------------------------- | --------------------------------- | -------- |
| Ministre-président, chargé du Développement territorial et de la Rénovation urbaine, du Tourisme, de Promotion de l'image de Bruxelles et du Biculturel d'intérêt régional                              |                      | Rudi Vervoort en 2020                 | Rudi Vervoort                     | PS       |
| Ministre de la Mobilité, des Travaux publics et de la Sécurité routière |                      | Elke Van den Brandt en 2018           | Elke Van den Brandt               | Groen    |
| Ministre de la Transition climatique, de l'Environnement, de l'Énergie et de la Démocratie participative                                                                                                |                      | Alain Maron en 2024                   | Alain Maron                       | Ecolo    |
| Ministre des Finances, du Budget, de la Fonction publique, de la Promotion du multilinguisme et de l'image de Bruxelles                                                                                 |                      | Sven Gatz                             | Sven Gatz                         | Open VLD |
| Ministre de l'Emploi, de la Formation professionnelle, de la Transition numérique, des Pouvoirs locaux et du Bien-être animal                                                                           |                      | Bernard Clerfayt en 2008              | Bernard Clerfayt                  | DéFI     |
| Secrétaire d'État au Logement et à l'Égalité des chances (auprès de Rudi Vervoort) |                      | Nawal Ben Hamou en 2019               | Nawal Ben Hamou                   | PS       |
| Secrétaire d'État à la Transition économique et à la Recherche scientifique (auprès d'Alain Maron) |                      | Barbara Trachte en 2022               | Barbara Trachte                   | Ecolo    |
| Secrétaire d'État à l'Urbanisme et au Patrimoine, aux Relations européennes et internationales, au Commerce extérieur, à la Lutte contre l'incendie, et à l'Aide médicale urgente (auprès de Sven Gatz) |                      | Pascal Smet                           | Pascal Smet (jusqu'au 18/06/2023) | sp.a     |
| Secrétaire d'État à l'Urbanisme et au Patrimoine, aux Relations européennes et internationales, au Commerce extérieur, à la Lutte contre l'incendie, et à l'Aide médicale urgente (auprès de Sven Gatz) | Ans Persoons en 2024 | Ans Persoons (à partir du 19/06/2023) |                                   | sp.a     |

### Commission communautaire française
| Fonction | Titulaire | Titulaire | Titulaire        | Parti |
| --- | --------- | --------- | ---------------- | ----- |
| Ministre-présidente, chargée de la Promotion de la santé, de la Famille, du Budget et de la Fonction publique                           |           |           | Barbara Trachte  | Ecolo |
| Ministre de la Politique de l'enseignement, des Crèches, de la Culture, des Personnes handicapées, du Tourisme et du Transport scolaire |           |           | Rudi Vervoort    | PS    |
| Ministre de l'Action sociale et de la Santé                                                                                             |           |           | Alain Maron      | Ecolo |
| Ministre de la Formation professionnelle et des Relations internationales                                                               |           |           | Bernard Clerfayt | DéFI  |
| Ministre de la Cohésion sociale et des Infrastructures sportives                                                                        |           |           | Nawal Ben Hamou  | PS    |

### Commission communautaire flamande
| Fonction | Titulaire                             | Titulaire | Titulaire                         | Parti    |
| --- | ------------------------------------- | --------- | --------------------------------- | -------- |
| Ministre-présidente, chargée du Budget, de la Protection sociale, de la Santé, de la Famille et de la Vie urbaine |                                       |           | Elke Van den Brandt               | Groen    |
| Ministre de l'Enseignement et de la Construction des écoles Ministre flamand des Affaires bruxelloises            |                                       |           | Sven Gatz                         | Open VLD |
| Ministre de la Culture, de la Jeunesse, du Sport et des Centres communautaires                                    |                                       |           | Pascal Smet (jusqu'au 18/06/2023) | sp.a     |
| Ministre de la Culture, de la Jeunesse, du Sport et des Centres communautaires                                    | Ans Persoons (à partir du 19/06/2023) |           |                                   | sp.a     |

### Commission communautaire commune
| Fonction | Titulaire | Titulaire | Titulaire           | Parti    |
| --- | --------- | --------- | ------------------- | -------- |
| Ministre-président, chargé de la Coordination politique                                                                                   |           |           | Rudi Vervoort       | PS       |
| Ministre de la Politique de la santé et de la Politique de l'action sociale                                                               |           |           | Elke Van den Brandt | Groen    |
| Ministre de la Politique de la santé et de la Politique de l'action sociale                                                               |           |           | Alain Maron         | Ecolo    |
| Ministre des Prestations familiales, de la Fonction publique, des Finances, du Budget, des Relations extérieures et du Contrôle des films |           |           | Sven Gatz           | Open VLD |
| Ministre des Prestations familiales, de la Fonction publique, des Finances, du Budget, des Relations extérieures et du Contrôle des films |           |           | Bernard Clerfayt    | DéFI     |

## Remaniements
- Le 22 décembre 2022, Elke Van den Brandt annonce se mettre temporairement en congé pour raison médicale jusqu'en mars 2023. Le temps de son absence, ses compétences sont reprises par d'autres ministres : 
  - Barbara Trachte reprend ses compétences pour le gouvernement régional (Mobilité, Travaux publics et Sécurité routière).
  - Sven Gatz reprend ses compétences pour la Commission communautaire commune (Politique de la santé et Politique de l'action sociale) et pour la Commission communautaire néerlandaise (Ministre-président, chargée du Budget, de la Protection sociale, de la Santé, de la Famille et de la Vie urbaine)[19].
- Le 18 juin 2023, Pascal Smet annonce sa démission à la suite d'un scandale concernant sa décision d'inviter à Bruxelles Alireza Zakani, maire de Téhéran, dans le cadre d'une réunion internationale des maires[20]. Il est remplacé par Ans Persoons[21].